# School op stelten
School op stelten is het 282e stripverhaal van Jommeke. De reeks wordt getekend door Studio Jef Nys. Het album verscheen op 3 augustus 2016.

## Personages
- Jommeke, Filiberke, Professor Gobelijn, Flip, Kwak en Boemel, Anatool.

## Verhaal
Dit album bevat twee kortverhalen met de school als thema, namelijk Meester Gobelijn en Anatool op school.
Meester Gobelijn
Meester Solie van het vijfde leerjaar is buiten strijd door een ongeval. Er wordt aan professor Gobelijn gevraagd om hem te vervangen. Door zijn verstrooidheid verlopen de lessen eerder chaotisch. Tijdens de les krijgen de kinderen het wijsheidsdrankje van professor Gobelijn waardoor ze heel slim worden. Door het drankje worden ze zo slim dat de professor hen laat gaan. Een inspecteur die toevallig op bezoek komt in de school drinkt ook van het drankje en wordt een kleuter. De kinderen worden echter teruggebracht door de politie wegens spijbelen. Helaas voor de kinderen is de wijsheidsdrank al snel weer uitgewerkt. Ook de inspecteur wordt weer normaal. Professor Gobelijn begint met een experiment scheikunde. Door een vergissing laat hij het klaslokaal ontploffen. De kinderen kunnen op tijd het lokaal verlaten. Uiteindelijk beslist de inspecteur om een nieuwe school te bouwen en krijgt meester Solie een kaartje van zijn leerlingen.
Anatool op school
De moeders van de booswichten Anatool, Smosbol, Kwak en Boemel komen samen en scheppen op over hun zonen. Ze willen weten wie van hen de slimste is en besluiten om hen terug naar school te sturen. Jommeke en Filiberke richten een schuur van boer Snor in tot klaslokaal en worden hun leerkrachten. Anatool, Smosbol, Kwak en Boemel krijgen elk weekend leerstof van het vijfde leerjaar voorgeschoteld, waarbij de slimste van de klas een grote prijs kan winnen. Na een aantal proeven volgt een groot examen. Anatool speelt vals door middel van spieken, in een poging om de hoofdprijs te winnen. Hij breekt hiervoor 's nachts in bij Jommeke om de juiste antwoorden over te schrijven. Flip ontdekt dit echter en Anatool wordt uitgeschakeld met nul punten. Kwak en Boemel winnen de hoofdprijs: een grote stapel Jommekesalbums die ze met Smosbol delen.

## Achtergronden bij het verhaal
- Meester Gobelijn is één van twee verhalen zonder Flip als personage, het andere is De jacht op een voetbal (eerste druk, in herdruk komt Flip wel voor). Het is tevens een van de weinige verhalen waarin Jommeke op school te zien is. De andere zijn Het slimme varken en De Vogelvriend.
- Anatool op school is het eerste album waarin de moeders van Kwak, Boemel en Smosbol een rol spelen.